# Последняя любовь (фильм, 2017)
«Последняя любовь» — российский кинофильм 2017 года.
Музыкально-поэтическая композиция «О вещая душа моя» на стихи Фёдора Ивановича Тютчева для Чтеца, Фортепиано и Струнного оркестра композитора Сергея Александровича Осколкова послужила звуковой основой для философской притчи о Любви человеческой и божественной, о круговороте жизни, об упадке цивилизации, и о том, что последние станут первыми. Фильм снят как сон, и использование эстетического ряда экспериментального кинематографа только подчеркивает это состояние. Вселенское звучание придаёт ему поэзия Фёдора Тютчева (1803—1873), проникновенно сыгранная Леонидом Мозговым за кадром. Молодым актёрам Наталье Сурковой и Владимиру Золотарю, существующим в кадре, выпала нелёгкая задача показать первых людей, не обременённых интеллектуальной работой последующих поколений. Нужно было отрешиться от сегодняшних проблем и попытаться представить себя изначальными людьми, а затем сразу же перенестись в самый конец времён. По сюжету с них начинается и ими же кончается человечество. Этим автор хотел показать непрерывность: первая любовь и предполагаемая последняя — неделимое целое одной вечной Любви.

## В ролях

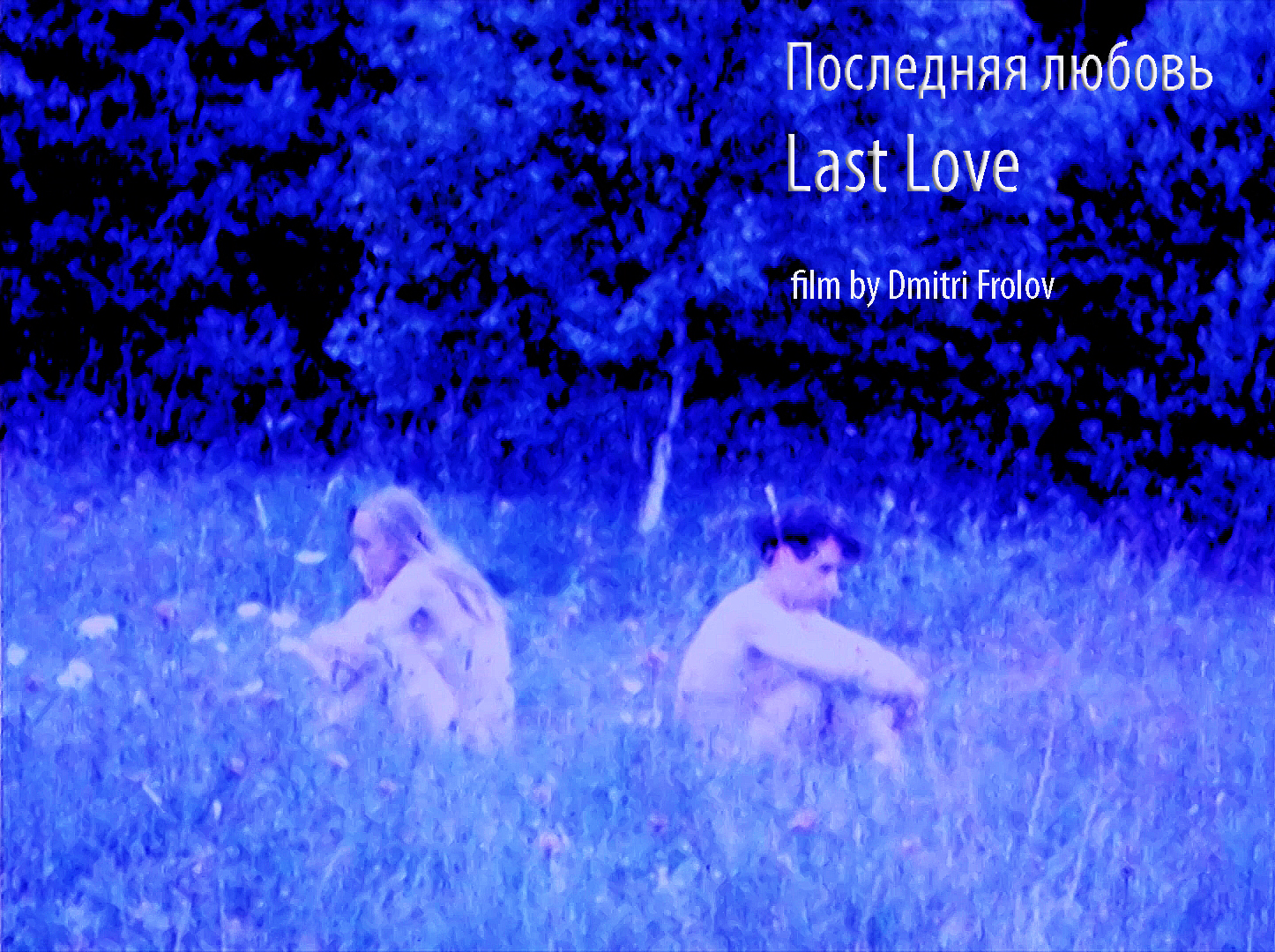

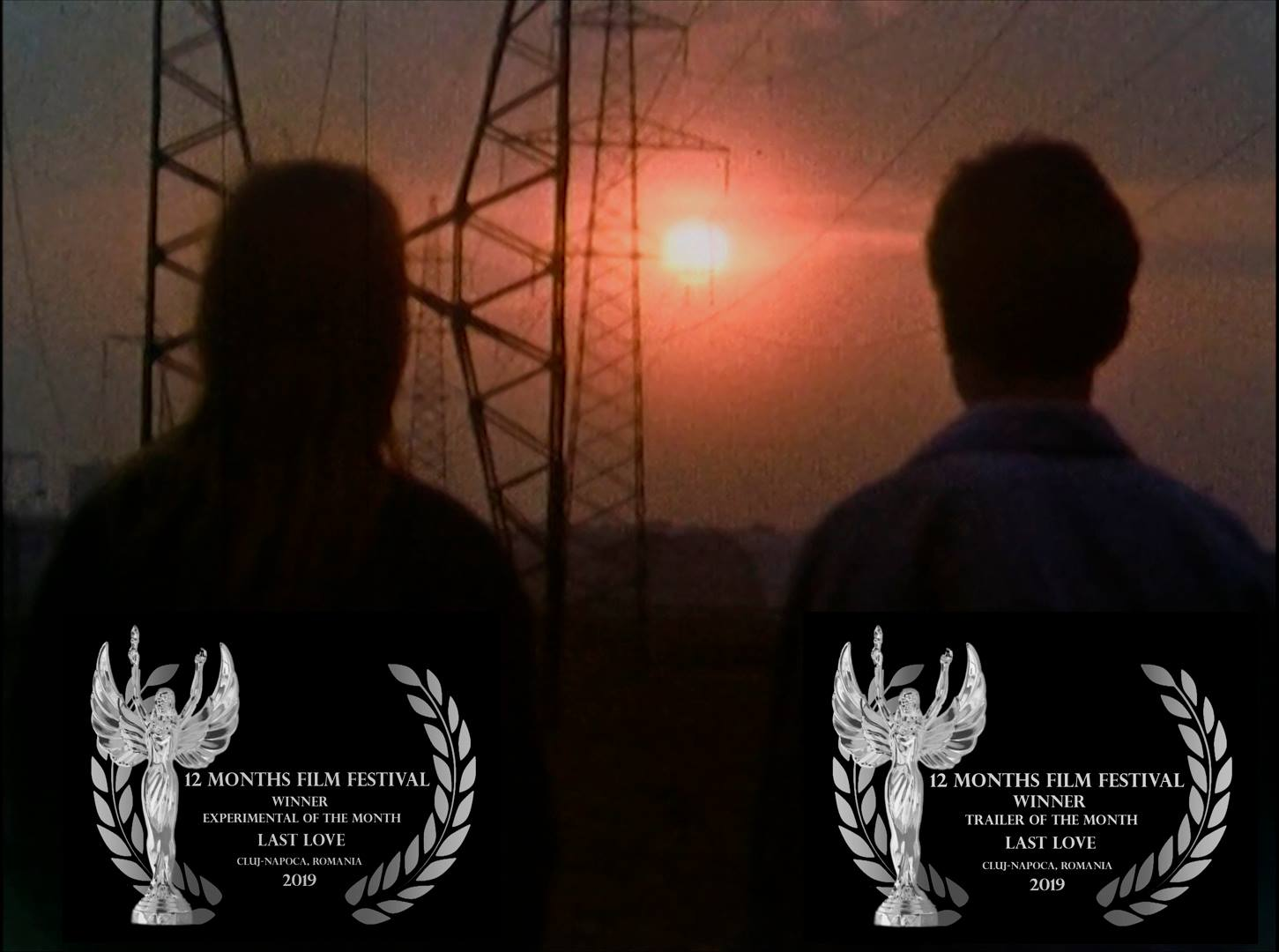

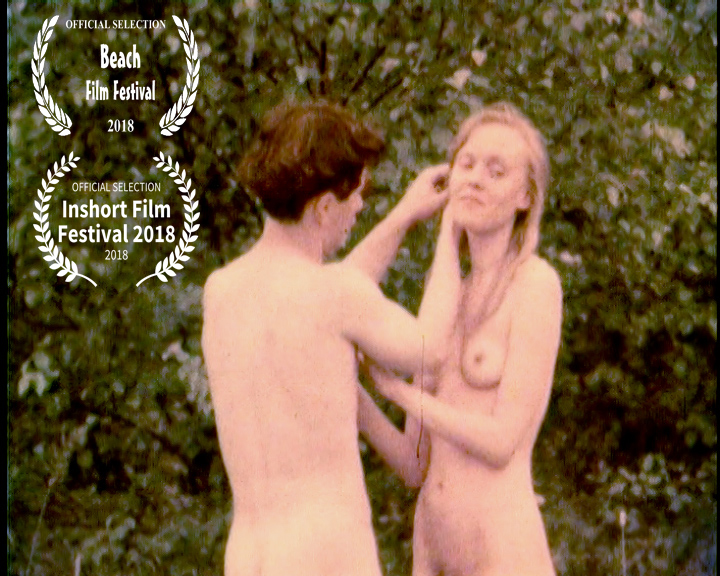

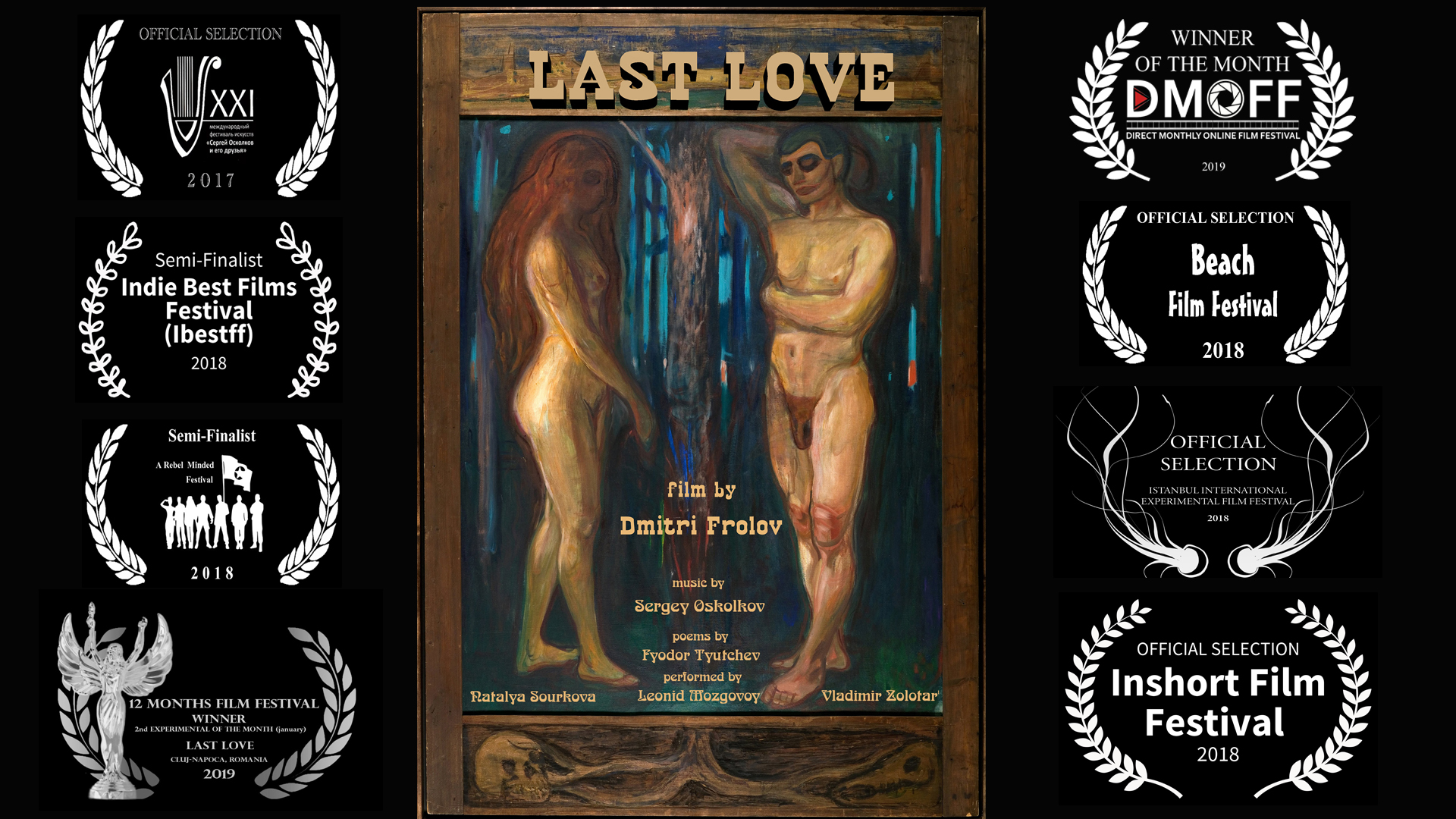

| Актёр             | Роль           |
| ----------------- | -------------- |
| Наталья Суркова   | Ева            |
| Владимир Золотарь | Адам           |
| Леонид Мозговой   | Мелодекламатор |

## Фестивали
- XXI Международный Фестиваль Искусств «Сергей Осколков и его друзья», С-Петербург-Петергоф-Ораниенбаум, июнь 2017;[1]
- Международный Фестиваль Концептуальных Искусств «ARTZOND»,Санкт-Петербург, июль 2017;[2]
- Пляжный кинофестиваль, Охрид, Республика Македония, июль 2018;[3]
- Фестиваль Лучших Инди-Фильмов, Санта-Моника, Калифорния, Июль 2018;[4]
- IV Фестиваль мятежников, Нью-Йорк, США, июль 2018 года;
- Стамбульский Международный Фестиваль Экспериментального Кино, Стамбул, Турция, Ноябрь 2018[5]
- Inshort Film Festival 2018, Лагос, Нигерия, декабрь, 2018;
- 12 Месяцев Кинофестиваль, Клуж-Напока, Румыния, Январь 2019[6][7]
- Прямой Ежемесячный Онлайн Кинофестиваль, Март 2019[8]
- Esto Es Para Esto 2019, Monterrey, Nuevo Leon, Mexico, March, 2019 ;
- The Hazel Eye Film Festival (HEFF), Нашвилл, США, Апрель 2019
- Лондонская международная премия в области кинематографии — LIMPA, Май 2019, Великобритания[9]
- First-Time Filmmaker Sessions May 2019, Великобритания
- Galata Frame International Film Festival, май 2019;
- XXIII Международный Фестиваль Искусств «Сергей Осколков и его друзья», С-Петербург-Петергоф-Ораниенбаум, июнь 2019
- Международный кинофестиваль в Буйнос-Айресе, июнь 2019;
- Кинофестиваль «Новая волна», Гонконг, Китай, сентябрь 2019;
- BEAST International Film Festival, Порто, Португалия, сентябрь 2019[10]
- Кинофестиваль $5, Нью-Йорк, США, сентябрь 2019;
- III Открытый Международный Кинофестиваль «Влюблённые в искусство», С-Петербург, Россия, октябрь 2019;[11]
- GEOFILMFESTIVAL, Падуя, Италия, ноябрь 2019[12]
- Делийский Международный фестиваль кино и телевидения, Индия, декабрь 2019
- Short Cinefest, декабрь, 2019[13]
- II Международный Кинофестиваль Варесе, Варезе, Италия, Январь, 2020
- Фестиваль Фильмов О Любви, Барселона, Испания, Февраль 2020[14]
- Римская независимая премия Prisma, Рим, Италия, март 2020
- Фестиваль Альтернативного Кино AltFF, Торонто, Канада, март, 2020
- Европейский Кинофестиваль, Барселона, Испания, Март 2020[15]
- FLICKFAIR, Лос-Анджелес, США, июнь 2020
- Мадрасский независимый кинофестиваль, Тамилнад, Индия, июнь 2020
- IFF — International Film Festival, Турин, Италия, июнь 2020[16]
- Независимый кинофестиваль Рио-де-Жанейро, Бразилия, июль 2020
- Глобальный Ежемесячный Онлайн-Конкурс Фильмов, Июль 2020
- Экспериментальный Кинофестиваль Барселона, Испания, Июль 2020
- Кинофестиваль «Аврора», Казерта, Италия, август 2020[17]
- 24 VideoBado International Videopoetry Festival, Буйнос-Айрес, Аргентина, сентябрь 2020
- Премия Point Of View Indie Film Awards, сентябрь 2020
- Международный кинофестиваль имени Сардара Валлаббхай Пателя, Сурат, Индия, октябрь 2020
- KESARI MOVIE AWARDS, март 2021[18]
- Fisura, Международный фестиваль экспериментального кино и видео, Мехико, Мексика, ноябрь 2020
- Кинофестиваль Flixze, Панама-Сити-Бич, США, декабрь 2020
- Международный фестиваль короткометражных фильмов Sprouting Seed 2020, Нандурбар, Индия, декабрь 2020
- Международный кинофестиваль Reels, Аурангабад, Индия, декабрь 2020
- Фестиваль поэтических фильмов Helios Sun, Сьюдад-де-Мехико, Мексика, декабрь 2020
- ФЕСТИВАЛЬ DRAMATICA FILM FESTIVAL, Барселона, Испания, декабрь 2020
- Palma de Mallorca International Films Infest Festival (Испания), Пальма-де-Майорка, Испания, декабрь 2020
- GIMFA — Gralha International Monthly Film Awards, Куритиба, Бразилия, декабрь 2020
- Screener Short Films, Лондон, Великобритания, январь 2021
- Aphrodite Film Awards, Нью-Йорк, США, январь 2021
- Международный кинофестиваль Reels, Аурангабад, Индия, январь 2021;
- Международный кинофестиваль культовых фильмов, Лондон, Великобритания, февраль 2021;
- VIP FEST 2020, Барселона, Испания, февраль 2021;
- KESARI MOVIE AWARDS, Индия, март 2021;
- SPHERE DIGITAL → WORLD CINEMA CARNIVAL, Калькутта, Индия, май 2021
- Фестиваль Сайнду-да-Гавета, Минас-Жерайс, Бразилия, май 2021
- OTB | Только награды за лучший фильм, МАЙАМИ, США, июнь 2021
- Премия «Инди онлайн фильм», Украина, июнь 2021
- Международный кинофестиваль в Сендепенде, Валенсия, Испания, июнь 2021
- Международный инди-фестиваль FROSTBITE, Колорадо-Спрингс, Соединенные Штаты, июль 2021
- Фестиваль кино Accord, Мумбаи, Индия, август 2021
- Международный кинофестиваль Ходу, Пондичерри, Индия, август 2021
- Континентальная кинопремия, Индия, сентябрь 2021
- Фестиваль короткометражных фильмов «La.Meko», Ландау, Германия, октябрь 2021
- ИНДО-ФРАНЦУЗСКИЙ МЕЖДУНАРОДНЫЙ КИНОФЕСТИВАЛЬ, Пондишери, Индия, октябрь 2021
- Фестиваль кино и видео в Высоких Татрах, Высокие Татры, Словакия, ноябрь 2021
- Кинофестиваль имени Андрея Тарковского, Лондон, Великобритания, декабрь 2021
- Кинофестиваль «Галлюцинация», Париж, Франция, декабрь 2021
- Кинофестиваль Team Real Production, Калькутта, Индия, декабрь 2021
- Фестиваль Кинократии — Ежемесячная кинопремия, Минас-Жерайс, Бразилия, декабрь 2021
- Независимый онлайн-кинофестиваль Shiny Sparkle, декабрь 2021
- Кинофестиваль в Художественной галерее, Ченнаи, Индия, январь 2022
- Международный кинофестиваль Индии, Пондичерри, Индия, январь 2022
- Международный кинофестиваль Пикассо Эйнштейн Будда, Ришикеш, Индия, январь 2022
- Кинофестиваль «Рай», Будапешт, Венгрия, февраль 2022
- МЕЖДУНАРОДНЫЙ КИНОФЕСТИВАЛЬ GRASS ROOT, Пудучерри, Индия, февраль 2022
- Лондонский Международный ежемесячный кинофестиваль, Лондон, Великобритания, февраль 2022
- Международный кинофестиваль в Памбуджане 2021 года, Памбуджан, Филиппины, февраль 2022

## Призы и награды
- Фестиваль лучших инди-фильмов, Санта-Моника, Калифорния, Июль 2018; полу-финалист[4]
- 2-й Экспериментальный фильм января, Кино, фестиваль 12 месяцев, Клуж-Напока, Румыния, Январь 2019[19]
- Лучший трейлер к фильму, Кинофестиваль 12 месяцев, Клуж-Напока, Румыния, Январь 2019[19]
- Премии Dmoff — официальный выбор марта 2019 года, награда жюри[20] ; топ-10 недели (2-е место) 9-й недели 2019 года; топ-10 недели (4-е место) 10-й недели 2019 года; топ-10 недели (3-е место) 12-й недели 2019 года; топ-10 недели (3-е место) 13-й недели 2019 года; топ-10 недели (5-е место) 14-й и 15-й недели 2019 года[21]
- Лондонская международная премия в области кинематографии — LIMPA, Май 2019, Великобритания — полуфиналист[22]
- Galata Frame International Film Festival, май 2019; финалист[23]
- Лучший саундтрек, Международный кинофестиваль в Буйнос-Айресе, июнь 2019[24]
- Международный кинофестиваль в Буйнос-Айресе, полу-финалист, июнь 2019
- Short Cinefest, декабрь, 2019, награда: Лучший экспериментальный фильм[25]
- Фестиваль фильмов о любви, Барселона, Испания, Февраль 2020, НАГРАДА: Лучший экспериментальный фильм[14]
- Римская независимая премия Prisma, Рим, Италия, март 2020; полуфиналист[26], финалист[27], номинант[28]
- Фестиваль альтернативного кино AltFF , Торонто, Канада, март 2020 года, «Полуфиналист»
- Европейский кинофестиваль, Барселона, Испания, март 2020, «Особое упоминание»
- Flickfair, Лос-Анджелес, США, июнь 2020, финалист
- Мадрасский независимый кинофестиваль, Тамилнад, Индия, июнь 2020, приз выбора критиков[29]
- Международный кинофестиваль IFF, Турин, Италия, июнь 2020, приз «Лучший экспериментальный короткометражный фильм 2020»[16]
- Глобальный ежемесячный онлайн-конкурс фильмов, июль 2020, «Лучший экспериментальный короткометражный фильм (Специальное упоминание)»[30]
- Экспериментальный кинофестиваль Барселона, Испания, Июль 2020, «Лучший сценарий»[31]
- Aurora Film Festival, Казерта, Италия, август 2020, лауреат премии Original View Award за лучший международный короткометражный фильм[32]
- Премия Point Of View Indie Film Awards, сентябрь 2020, победитель: «Лучший экспериментальный короткометражный фильм — выбор критиков»[33]
- GIMFA — Gralha International Monthly Film Awards, Куритиба, Бразилия, декабрь 2020, «Лучший экспериментальный короткометражный фильм», «Лучшая операторская работа в экспериментальном фильме»
- Почетное упоминание на Screener Short Films, Лондон, Великобритания, январь 2021[34]
- Aphrodite Film Awards, Нью-Йорк, США, январь 2021, Semi-Finalist[35]
- VIP fest 2020, Барселона, Испания, февраль 2021, «финалист: ЭРОТИЧЕСКИЙ, экспериментальный»"
- «Лучший экспериментальный короткометражный фильм» на премии OTB | Только за лучший фильм, Майами, США, июнь 2021[36]
- «Лучший эротический фильм» на премии Indie online film award, Украина, июнь 2021[37]
- «Лучший экспериментальный короткометражный фильм» на Международном кинофестивале в Сендепенде, Валенсия, Испания, июнь 2021[38]
- «Финалист» на Международном инди-фестивале Frostbite, Колорадо-Спрингс, США, июль 2021
- «Лучшая экспериментальная короткометражка — Специальное упоминание» на фестивале Accord Cine Fest, Мумбаи, Индия, август 2021[39]
- «Лучший экспериментальный короткометражный фильм» на Международном кинофестивале в Ходу, Пондичерри, Индия, август 2021
- «Финалист» премии Continental Film Awards, Индия, сентябрь 2021
- «Лучший экспериментальный короткометражный фильм» на Индо-французском международном кинофестивале, Пондишери, Индия, октябрь 2021
- «Полуфиналист» на фестивале фильмов и видео в Высоких Татрах, Высокие Татры, Словакия, ноябрь 2021
- «Лучший короткометражный фильм» на кинофестивале имени Андрея Тарковского, Лондон, Великобритания, декабрь 2021[40]
- «Лучший экспериментальный короткометражный фильм» на кинофестивале «Галлюцинация», Париж, Франция, декабрь 2021[41]
- «2 номинанта — лучший экспериментальный фильм, лучшая постановка; победитель — лучший фильм (международный)» на кинофестивале Team Real Production, Калькутта, Индия, декабрь 2021
- «Лучший экспериментальный короткометражный фильм» на фестивале Kinocracy — Ежемесячная кинопремия, Минас-Жерайс, Бразилия, декабрь 2021
- «Лучший экспериментальный фильм» на кинофестивале в Художественной галерее, Ченнаи, Индия, январь 2022
- «Специальный приз жюри: лучший экспериментальный короткометражный фильм» на Международном кинофестивале в Индии, Пондичерри, Индия, январь 2022
- «Лучший экспериментальный короткометражный фильм режиссера» на Международном кинофестивале Будды Пикассо Эйнштейна, Ришикеш, Индия, январь 2022
- «Лучший экспериментальный короткометражный фильм» на международном кинофестивале Grass Root, Пудучерри, Индия, февраль 2022
- «Почетное упоминание» на Лондонском Международном ежемесячном кинофестивале, Лондон, Великобритания, февраль 2022